# 宋江起义

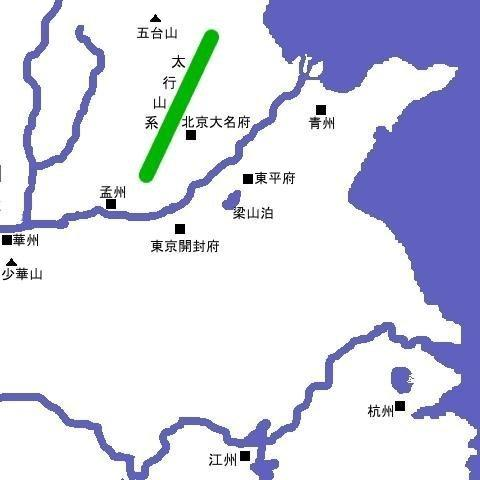
宋江涉及地区

宋江起义是北宋末年在河北、山东、江苏一带的一次民變。其事迹被后世不断演绎，成为《水浒传》的历史原型素材。

## 事迹
宋徽宗宣和元年（1119年），宋江、史斌及楊志等36人在梁山泊（又名梁山泺，今山东省梁山县、郓城县之间）起义，率众攻打河朔、京东东路（治青州，今山东省青州市），转战青州、齐州（今山东省济南市）至濮州（今山东鄄城北）间，攻陷十余州县城池，声势日盛。十二月初二，宋徽宗采纳知亳州侯蒙的建议，招安宋江，没有成功。徽宗命知歙州曾孝蕴率军征讨。宋江从青州南下沂州（今山东临沂）。
宣和三年（1121年）二月，攻取淮阳军（治下邳，今江苏省睢宁西北古邳镇东），从沭阳乘船到达海州（今江苏省连云港西南海州区）。海州知州张叔夜设伏，诱战宋江登岸。五月，宋江率众登岸后遭伏，船只被焚，战败被俘，起义失败。
南宋之后的一些野史记载宋江参与征方腊之事。但《东都事略·徽宗纪》将平宋江列在平方腊之后，《宋故武功大夫河東第二將折公墓誌銘》亦称折可存在平方腊之后，奉令荡平宋江。
史斌投降朝廷後又在陝西起義甚至稱帝，最終在鳴犢鎮被宋將吳玠俘殺。而楊志后隨种師中征金，但中途逃走，以致种師中戰死。

## 人物
龚开《宋江三十六赞并序》三十六人名单：呼保义宋江，智多星吴学究，玉麒麟卢俊义，大刀关胜，活阎罗阮小七，尺八腿刘唐，没羽箭张清，浪子燕青，病尉迟孙立，浪里白跳张顺，船火兒张横，短命二郎阮小二，花和尚鲁智深，行者武松，铁鞭呼延灼，混江龙李俊，九文龙史进，小李广花荣，霹雳火秦明，黑旋风李逵，小旋风柴进，插翅虎雷横，神行太保戴宗，急先锋索超，立地太岁阮小五，青面兽杨志，赛关索杨雄，双枪将董平，两头蛇解珍，美髯公朱仝，没遮拦穆横，拚命三郎石秀，双尾蝎解宝，铁天王晁盖，金枪班徐宁，扑天雕李应；這三十六人中有宋江、解珍和解寶，沒有林沖、公孫勝和杜迁。另有一份名單載於《大宋宣和遺事》，裡面的三十六人名单有林沖、公孫勝和杜迁而沒有宋江、解珍和解寶。上述兩份名單都有包括晁蓋。然而當中成員的部分稱號與後來《水滸傳》不同。
宋江部众见之于史的有建炎元年（1127年）秋七月，在陕西兴州称帝的史斌，他被称为宋江之党，有学者认为史斌，就是九纹龙史进的原型。
其余如杨志、关胜、张横、解宝、武松、彭玘等人。虽然都是史实人物，但没有明确的史料证明他们是宋江的部众。